# Iris M. Zavala
Iris M. Zavala Zapata (Ponce, Puerto Rico, 27 de diciembre de 1936-Madrid, 10 de abril de 2020) fue una escritora, historiadora, poeta e intelectual puertorriqueña. Es autora de más de cincuenta libros, además de cientos de artículos, tesis y conferencias; incluyendo novelas, como Nocturna, mas no funesta.

## Biografía
Zavala era originaria de Ponce, Puerto Rico. Se graduó por la Universidad de Puerto Rico con un B.A. en Literatura, y por la Universidad de Salamanca con una licenciatura, y a posteriori con el doctorado en Filosofía y Letras (Ph.D.). Allí fue influenciada por el español Fernando Lázaro Carreter.
En 2019 la jurista y catedrática de Derecho constitucional, María Luisa Balaguer Callejón publicó sobre Iris Zavala el ensayo biográfico Que nadie muera sin amar el mar, el libro está prologado por la vicepresidenta del gobierno de España, Carmen Calvo.

## Carrera
Enseñó en Puerto Rico, México, Estados Unidos, Países Bajos (Utrecht), Italia, Alemania y España. En España fue miembro de UNESCO en la Universidad Pompeu Fabra de Barcelona, y "catedrática Ramon Llull" en la Universidad de las Islas Baleares. Iris enseñó en muchas universidades de Estados Unidos, como la Universidad de Minnesota.
También fue crítica literaria y ensayista. En 1980, escribió su obra maestra, Kiliagonía, una novela ubicada en Ponce. Su segunda novela fue Nocturna, mas no funesta (1987), publicada por Montesinos (Barcelona, España). Fue adaptada para una interpretación teatral por el Grupo Alcores (Madrid).  Otras obras incluyen a El libro de Apolonia o de las Islas, y El sueño del amor.

## Algunas publicaciones

### Libros
A continuación se presenta una lista de las publicaciones por Iris:
1963
- 1. Unamuno y su teatro de conciencia. Acta Saltmanticensia: Univ. de Salamanca, 222 pp.

1965
- 2. La angustia y el hombre. Ensayos de literatura española. México: Universidad Veracruzana, 224 pp.
- 3. Barro doliente (Poesía). Santander: La Isla de los Ratones

1970
- 4. La Revolución de 1868. Historia, pensamiento, literatura, ed. con Clara E. Lida. Nueva York: Las Americas.
- 5. Masones, comuneros y carbonarios. Madrid: Siglo XXI, 363 pp.

1971
- 6. Ideología y política en la novela española del siglo XIX. Madrid: Anaya, 362 pp.

1972
- 7. Poemas prescindibles (Poesía). Nueva York: Anti-ediciones Villa Miseria.
- 8. Románticos y socialistas. Prensa española en el siglo XIX. Madrid: Siglo XXI, 205 pp.

1973
- 9. Libertad y crítica en el ensayo puertorriqueño, intr., ed. Con R. Rodríguez. Puerto Rico: Puerto, 448 pp.

1974
- 10. Escritura desatada (Poesía). Puerto Rico: Puerto.
- 11. Fin de siglo: Modernismo, 98 y bohemia. Madrid: Cuadernos para el Diálogo.

1977
- 12. Alejandro Sawa, Iluminaciones en la sombra, ed. estudio, notas. Madrid: Alhambra. 2.ª ed.1986

1978
- 13. Clandestinidad y libertinaje erudito en los albores del siglo XVIII. Barcelona: Ariel, 459 pp.

1979
- 14. Historia social de la literatura española, en col. C. Blanco Aguinaga, J. Rodríguez Puértolas. Madrid: Castalia, 3 vols. (ed. revisada 1983, muchas reimpresiones); reed. Madrid: Akal, 2001
- 15. Intellectual Roots of Puertorrican Independence, coll con R. Rodríguez. Nueva York: Monthly Review Press (ed. revisada y traducida en 1973)

1981
- 16. El texto en la historia. Madrid: Nuestra Cultura, 259 pp.

1982
- 17. Romanticismo y realismo. vol. 5 Historia y crítica de la literatura española. Barcelona: Crítica, 1982, 741 pp. (muchas reimpresiones)
- 18. Kiliagonía (novela). México: Premià (trad. Chiliagony. Indiana University: Third Woman Press, 1985)

1983
- 19. Que nadie muera sin amar el mar (poesía). Madrid: Visor.
- 20. El siglo XVIII, spec. issue, Nueva Revista de Filología Hispánica XXXII: 1

1984
- 21. Women, Feminist Identity and Society in the 1980´s, ed. Con M. Díaz-Diocaretz. Ámsterdam: John Benjamins, 138 pp.

1987
- 22. Lecturas y lectores del discurso narrativo dieciochesco. Ámsterdam: Rodopi, 118 pp.
- 23. Nocturna mas no funesta (novela). Barcelona: Montesinos.
- 24. Approaches to Discourse, Poetics and Psychiatry, ed. con Teun van Dijk, M. Díaz-Diocaretz. Ámsterdam: John Benjamins, 235 pp.

1989
- 25. Romanticismo y costumbrismo. Madrid: Espasa Calpe (Historia de España, t.35, vol. II), 183 pp.
- 26. Rubén Darío bajo el signo del cisne. Universidad de Puerto Rico, 153 pp.
- 27. El modernismo y otros ensayos de Rubén Darío, ed. intr.Madrid: Alianza.

1990
- 28. La musa funambulesca. Poética de la carnavalización en Valle-Inclán. Madrid: Orígenes, 175 pp.

1991
- 29. Unamuno y el pensamiento dialógico. M. de Unamuno y M.Bajtin. Barcelona: Anthropos, 207 pp.
- 30. La posmodernidad y M. Bajtin. Una poética dialógica. Madrid: Espasa Calpe, 277 pp.
- 31. El bolero. Historia de un amor (ficción creativa). Madrid: Alianza, 162 pp.; reed. Aumentada y corregida, Madrid:Celeste, 2000.

1992
- 32. Colonialism and Culture: Hispanic Modernisms and the Social Imaginary, Indiana University Press, 240 pp.
- 33. Discursos sobre la 'invención' de América, ed. intr. Ámsterdam: Rodopi.
- 34. El libro de Apolonia o de las islas (novela). Puerto Rico: Instituto de Cultura.
- 35. Discurso erótico y discurso transgresor en la cultura peninsular. Siglos XVI al XX, ed. con M.Díaz-Diocaretz, Madrid: Tuero, 1992
- 36. Breve historia feminista de la litertura española (en lengua castellana). 1. Teoría feminista: discursos y diferencia, ed. con M.Díaz-Diocaretz. Barcelona: Anthropos

1993
- 37. Historia y crítica de la literatura española. 5/1 Romanticismo y Realismo, ed. Primer Suplemento. Barcelona:Crítica.

1995
- 38. Historia feminista de la literatura española (en lengua castellana). II. La mujer en la literatura española, ed. Barcelona:Anthropos, 1995.

1996
- 39. Bajtin y sus apócrifos, ed. con T. Bubnova, S.Bocharov, N. Pedgorced, Amalia Rodríguez Monroy. Barcelona: Anthropos
- 40. Escuchar a Bajtin. Barcelona: Montesinos
- 41. Historia feminista de la literatura española (en lengua castellana). III. La mujer en la literatura española (del siglo XVIII a la actualidad). ed. Barcelona Anthropos

1997
- 42. Historia feminista de la literatura española (en lengua castellana). IV. La Literatura escrita por mujer (De la Edad Media al siglo XVIII). ed. Barcelona: Anthropos
- 43. Hacia una filosofía del acto ético. De los borradores y otros escritos, ed. Con comentarios de I. M. Zavala, Augusto Ponzio. Anthropos/ Universidad de Puerto Rico

1998
- 44. El sueño del amor (novela). Universidad de Puerto Rico/Montesinos
- 45. Historia feminista de la literatura española (en lengua castellana). V. La literatura escritura por mujer (siglos XIX y XX), Anthropos/Universidad de Puerto Rico
- 46. ¿Historia o literatura?, ed. Iris M. Zavala. Núm. Esp. La Torre.

2000
- 47. Feminismos, cuerpos, escrituras. ed Iris M.Zavala. La Página. Canarias
- 48. El bolero. Historia de un amor, ed. Madrid: Celeste. ( 2.ª ed. ampliada)
- 49. Historia social de la literatura española (en lengua castellana) vol I-II. C. Blanco Aguinaga, Julio Rodríguez Puértolas, Iris M. Zavala. Madrid: Akal. Reedición
- 50. Breve historia feminista de la literatura española (en lengua catalana, gallega y vasca). vol. VI, ed. Iris M.Zavala. Barcelona: Anthropos

2001
- 51. El rapto de América y el síntoma de la modernidad. Barcelona:Montesinos

2004.
- 52. La otra mirada del siglo XX. La mujer en la España del siglo XX. Madrid. La Esfera de los Libros

2006
- 53. Leer Don Quijote. 7 tesis sobre ética y literatura. Barcelona: Anthropos

2007
- 54. Percanta que me amuraste. Barcelona: Montesinos (novela)
- 55. Poesía completa, Canarias: La Página
- 56. Kiliagonía (reed). Canarias: La Página

2008
- 57. Alejandro Sawa. Crónicas de la bohemia. Ed. Veintisiete: Madrid
- 58. Miguel de Unamuno, ensayos heréticos. Ed. Veintisiete (en prensa)
- 59. La (Di)famación de la cultura. 7 ensayos sobre ética. Ed. Veintisiete, Madrid

## Honores

### Galardones
- Condecorada por el rey Juan Carlos I de España. "Encomienda, Lazo de Dama de la Orden de Mérito Civil." 1988
- Medalla de Honor, Instituto de Cultura Puertorriqueña, San Juan, Puerto Rico, abril de 1994
- Doctor honoris causa, Universidad de Puerto Rico, junio de 1996
- Medalla de oro, Ateneo Puertorriqueño. 1998.
- Cátedra UNESCO de Estudios Latinoamericanos, Universidad Pompeu Fabra, 2001
- Doctor honoris causa, Universidad de Málaga. 2004.
- Galardón María Zambrano Thouht, Junta de Andalucía.  2006.
- Premio Pen Club (por El libro de Apolonia o de las islas).

Zavala también fue honrada como una de los más grandes escritores de Ponce, en el Parque de Ilustres Ciudadanos de Ponce